# Поляново (Хасковська область)
Поля́ново (болг. Поляново) — село в Хасковській області Болгарії. Входить до складу общини Харманли.

## Населення
За даними перепису населення 2011 року у селі проживали 295 осіб.
Національний склад населення села:
| Національність   | Кількість осіб | Відсоток |
| ---------------- | -------------- | -------- |
| болгари          | 259            | 90,9%    |
| цигани           | 22             | 7,7%     |
| турки            | 0              | 0%       |
| інша             | 4              | 1,4%     |
| не визначились   | 0              | 0%       |
| Всього відповіли | 285            |          |

Розподіл населення за віком у 2011 році:
Динаміка населення: